# تپه ورکبود
تپه ورکبود مربوط به عصر مس است و در شهرستان سرپل ذهاب، بخش مرکزی، دهستان حومه سرپل، ۵۰۰ متری شمال روستای گلم کبود علیا واقع شده و این اثر در تاریخ ۲۶ اسفند ۱۳۸۷ با شمارهٔ ثبت ۲۵۶۲۰ به‌عنوان یکی از آثار ملی ایران به ثبت رسیده است.